# Canon Type 99
Pour les articles homonymes, voir Type 99.
Les canons automatiques type 99-1 et type 99-2 de 20 mm sont des versions japonaises du célèbre Oerlikon FF et Oerlikon FFL. Ils équipèrent la marine impériale japonaise dès 1939 en devenant l'armement standard de ses avions durant la Seconde Guerre mondiale.